# Anastasische Oorlog

Grens tussen Byzantium en Perzië

De Anastasische oorlog vond plaats tussen 502 en 506 en was onderdeel van een lange reeks van Byzantijns-Sassanidische oorlogen.

## Achtergrond
In de 5e eeuw gingen het Romeinse Rijk en het Sassanidische Rijk gebukt onder de invallen van de Hunnen. De Romeinen waren van hen verlost na de Slag aan de Nadao in 454. In de tweede helft van de 5e eeuw vielen Centraal-Aziatische Hephthalieten in alle hevigheid Perzië binnen. Na de smadelijke nederlaag tijdens de Slag bij Herat (484), waarbij sjah Peroz sneuvelde, waren de Sassaniden verplicht jaarlijks een schatting te betalen. De Romeinen hadden een redelijke verstandhouding met de Sassaniden sinds de dood van Sjapoer II. Net voor de oorlog kreunde het Perzische volk onder hongersnood ten gevolge van verschillende misoogsten, en Sjah Kavad I hoopte op steun van de Byzantijnen, maar dat was tevergeefs. Hij besloot om de rijkdommen van het Byzantijnse Rijk dan maar zelf te halen.

## De oorlog
In 502 stak Kavad met zijn troepen de grens over en ondervond weinig tegenstand. Hij veroverde Theodosiopolis en Amida en deporteerde een deel van de bevolking. In 503 viel hij Osroene binnen en veroverde Edessa. Met een enorme troepenmacht van 40.000 man, ging keizer Anastasius in de tegenaanval. Een nieuwe inval van de Hunnen via het Kaukasusgebergte deed de twee partijen aan tafel zitten. Door wederzijds wantrouwen duurden de onderhandelingen bijna een jaar. De geschiedschrijver Procopius vermeldde dat de vrede door de Byzantijnen werd afgekocht.

## Nasleep
De Byzantijnen, die de grens met Perzië hadden verwaarloosd, maakten werk van de beveiliging. Het meest in het oog springend was het fort van Dara-Anastasiupolis.